# Markus Soomets
Markus Soomets (* 2. března 2000) je estonský profesionální fotbalista, který hraje na pozici záložníka za nizozemský klub FC Den Bosch a estonský národní tým.

## Klubová kariéra
Dne 17. ledna 2020 se vrátil z Itálie do Estonska a podepsal tříletou smlouvu s Florou.
Dne 18. prosince 2024 podepsal Soomets smlouvu s Den Bosch v Nizozemsku, která platila od 1. ledna 2025 do 30. června 2026, s možností prodloužení o jednu sezónu.

## Reprezentační kariéra
Za estonský národní tým debutoval 11. listopadu 2020 v přátelském zápase proti Itálii. Odehrál celý zápas.

## Úspěchy
Individuální
- Gól měsíce Meistriliigy: březen 2022